# Ångström (Einheit)
Das Ångström [ˈɔŋstrø:m] (nach dem schwedischen Physiker Anders Jonas Ångström) ist eine Maßeinheit der Länge. Das Einheitenzeichen ist Å (A mit Ring). Ein Ångström entspricht dem zehnmillionsten Teil eines Millimeters. Das Ångström ist keine SI-Einheit.
1 Å = 100 pm = 0,1 nm = 10−10 m
Das Ångström wird insbesondere in der Kristallographie und der Chemie benutzt, um mit „einfachen“ Zahlenwerten arbeiten zu können. So ist 1 Å die typische Größenordnung für Atomradien sowie Abstände von Atomen in Kristallstrukturen und Bindungslängen in Molekülen. Der Radius isolierter neutraler Atome beträgt zwischen 0,3 und 3 Å. Daher wird das Ångström oft als Einheit für Abstände in atomaren Größenordnungen verwendet, z. B. für die Dicke sehr dünner Schichten, für die Angabe der Wellenlänge der Röntgenstrahlung bei Röntgenbeugungsexperimenten wie der Kristallstrukturanalyse, sowie für die Porengröße von stationären Phasen in flüssigchromatographischen Säulen für die Hochleistungsflüssigkeitschromatographie (HPLC).
In der Thermodynamik wird die mittlere freie Weglänge der sich bewegenden Moleküle häufig in Ångström angegeben. Auch in der Optik und der Astronomie wird es zur Angabe einer Wellenlänge genutzt (allerdings weniger in deutschsprachigen, sondern eher in englischsprachigen Fachpublikationen).
Einen ähnlichen Versuch, zu einfach handhabbaren Zahlenwerten zu kommen, unternahm 1925 Manne Siegbahn mit der Definition der X-Einheit, die etwa 10−13 Meter entsprach. Das Ångström setzte sich aber durch.
Da das Ångström nicht in der Einheitenrichtlinie aufgeführt wird, ist es in der EU keine gesetzliche Einheit, nach der schweizerischen Einheitenverordnung auch nicht in der Schweiz. In DIN 1301-3 ist sie ausdrücklich als nicht mehr zugelassene Einheit aufgelistet.

## Ångström Stern
1965 führte der amerikanische Atomphysiker Joyce Alvin Bearden die Einheit Ångström Stern (Einheitenzeichen: Å*) für die Messung der Wellenlänge von Röntgenstrahlen und Kristallgittern ein, die die X-Einheit ersetzen sollte. Dabei wählte er als Definition die Kα1-Linie des chemischen Elements Wolfram, die dann 0.2090100 Å* entsprach. Der aktuelle CODATA-Wert ist 1 Å* = 1.00001495(90)e-10 m.

## Darstellung in Computersystemen

Darstellungen von Å in Unicode. Die letztgenannte Möglichkeit soll nicht verwendet werden.

Laut Unicode-Standard soll die Längeneinheit Ångström durch den Großbuchstaben Å (U+00C5) dargestellt werden. Unicode enthält zwar auch ein Zeichen namens ANGSTROM SIGN (Ångströmzeichen, U+212B: Å), dieses wurde jedoch lediglich zur Kompatibilität mit älteren Zeichenkodierungsstandards aufgenommen und soll in neu erstellten Texten nicht verwendet werden.